# Ланге, Хайке
Хайке Ланге-Кал (нем. Heike Lange-Kahl, род. 31 октября 1955 года, Росток, ГДР) — восточногерманская конькобежка. Участница зимних Олимпийских игр 1976 года, вице-чемпионка мира в спринте, 3-кратная чемпионка ГДР и 3-кратная призёр, 2-кратная рекордсменка ГДР, 4-кратная рекордсменка мира среди юниоров. Награждена Орден «За заслуги перед Федеративной Республикой Германия» (2013).

### Биография
Хайке Ланге родилась в восточногерманском городе Росток. В возрасте 6-ти лет она снялась в главной роли в фильме киностудии DEFA "Лютт Маттен и белая ракушка". Для неё это была первая и последняя актёрская роль и она не думала возвращаться на большой экран. В подростковом 11-летнем возрасте она начала заниматься шорт-треком вместе с соседкой по дому Карин Кессов, и её заметили. В 1969 году она перешла в спортивную школу в Берлине СК "Динамо".
В 1969 году Хайке стала участвовать на национальном чемпионате ГДР среди юниоров. Из-за большой конкуренции в немецкой команде она не входила в число лучших и не входила в состав сборной. В январе 1973 года смогла занять 3-е место в спринтерском многоборье на чемпионате ГДР, а через год поднялась на 2-е место. В 1975 году Ланге стала чемпионом ГДР в абсолютном зачёте и в спринте, что дало ей возможность попасть в сборную страны.
В том же 1975 году дебютировала в Швеции на чемпионате мира в спринтерском многоборье и завоевала серебряную медаль, уступив только американке Шейле Янг. Следом стала чемпионкой мира в абсолютном зачёте на чемпионате мира среди юниоров. В 1976 году, после победы на чемпионате ГДР в забеге на 500 м участвовала на зимних Олимпийских играх в Инсбруке, где заняла 8-е место в забеге на 1000 м и 10-е на 500-метровке. После игр она завершила карьеру спортсменки.

### Личная жизнь и семья
После окончания спортивной карьеры Ланге изучала немецкую филологию, получила докторскую степень и работала в Академии изящных искусств в Берлине до воссоединения. Затем она работала в Сенате Берлина в отделе развития школ. В 1994 году она основала и стала генеральным директором Немецкого фонда детей и молодёжи. Она и по сей день остаётся исполнительным директором фонда. В 2013 году Ланге была награждена орденом "За заслуги перед Федеративной Республикой Германия". Хайке замужем за польским профессором математики Калом.